# Marc Hodler Trophy
Die Marc Hodler Trophy ist ein im Rahmen der Juniorenweltmeisterschaften des Internationalen Skiverbands (FIS) vergebene Auszeichnung an die erfolgreichste Nation der jeweiligen Wettkämpfe.

## Geschichte
Die Marc Hodler Trophy wurde erstmals im Jahr 1999 vergeben. Sie ist benannt nach Marc Hodler, welcher von 1951 bis 1998 als Präsident des Internationalen Skiverbands fungierte.

## Regeln
Eine Nation erhält für die zwei besten Top 10 Resultate in einem Wettkampf Punkte (10 Punkte für den ersten Platz, 9 Punkte für den zweiten Platz usw.). Sollte eine Nation mehr als zwei Läufer in den besten 10 platziert haben, so werden die restlichen Läufer nicht berücksichtigt. Bei Mannschaftswettbewerben wird logischerweise nur ein Ergebnis gewertet.

## Ranglisten

### Freestyle-Skiing
| Jahr | 1. Platz           | 2. Platz            | 3. Platz            |
| ---- | ------------------ | ------------------- | ------------------- |
| 2010 | Vereinigte Staaten | Schweiz             | Kanada              |
| 2011 | Finnland           | Russland            | Vereinigte Staaten  |
| 2012 | Vereinigte Staaten | Russland            | Schweden            |
| 2013 | Nicht vergeben     | Nicht vergeben      | Nicht vergeben      |
| 2014 | Vereinigte Staaten | Russland            | Frankreich          |
| 2015 | Vereinigte Staaten | Russland            | Frankreich          |
| 2016 | Vereinigte Staaten | Frankreich          | Russland            |
| 2017 | Vereinigte Staaten | Russland            | Schweden            |
| 2018 | Russland           | Vereinigte Staaten  | Japan               |
| 2019 | Vereinigte Staaten | Kanada              | Russland            |
| 2021 | Russland           | Schweiz             | Österreich          |
| 2022 | Vereinigte Staaten | Kanada              | Schweden            |
| 2023 | Vereinigte Staaten | Kanada              | Volksrepublik China |
| 2024 | Kanada             | Vereinigte Staaten  | Deutschland         |
| 2025 | Vereinigte Staaten | Volksrepublik China | Deutschland         |

### Ski Alpin
| Jahr | 1. Platz           | 2. Platz           | 3. Platz           |
| ---- | ------------------ | ------------------ | ------------------ |
| 1999 | Österreich         | Frankreich         | Vereinigte Staaten |
| 2000 | Österreich         | Italien            | Schweiz            |
| 2001 | Österreich         | Schweiz            | Italien            |
| 2002 | Vereinigte Staaten | Österreich         | Schweiz            |
| 2003 | Schweiz            | Österreich         | Vereinigte Staaten |
| 2004 | Vereinigte Staaten | Österreich         | Schweden           |
| 2005 | Österreich         | Vereinigte Staaten | Italien            |
| 2006 | Österreich         | Schweiz            | Vereinigte Staaten |
| 2007 | Österreich         | Slowenien          | Schweiz            |
| 2008 | Österreich         | Deutschland        | Norwegen           |
| 2009 | Österreich         | Deutschland        | Norwegen           |
| 2010 | Norwegen           | Österreich         | Frankreich         |
| 2011 | Nicht vergeben     | Nicht vergeben     | Nicht vergeben     |
| 2012 | Nicht vergeben     | Nicht vergeben     | Nicht vergeben     |
| 2013 | Nicht vergeben     | Nicht vergeben     | Nicht vergeben     |
| 2014 | Österreich         | Schweiz            | Norwegen           |
| 2015 | Norwegen           | Schweiz            | Österreich         |
| 2016 | Österreich         | Schweiz            | Kanada             |
| 2017 | Österreich         | Schweiz            | Italien            |
| 2018 | Schweiz            | Österreich         | Norwegen           |
| 2019 | Schweiz            | Norwegen           | Österreich         |
| 2020 | Österreich         | Norwegen           | Schweden           |
| 2021 | Österreich         | Italien            | Schweden           |
| 2022 | Österreich         | Italien            | Schweiz            |
| 2023 | Schweiz            | Italien            | Deutschland        |
| 2024 | Schweiz            | Italien            | Österreich         |
| 2025 | Österreich         | Schweiz            | Schweden           |

### Ski Nordisch
| Jahr | 1. Platz       | 2. Platz            | 3. Platz       |
| ---- | -------------- | ------------------- | -------------- |
| 1999 | Finnland       | Deutschland         | Schweden       |
| 2000 | Finnland       | Russland            | Deutschland    |
| 2001 | Nicht vergeben | Nicht vergeben      | Nicht vergeben |
| 2002 | Norwegen       | Finnland            | Frankreich     |
| 2003 | Norwegen       | Russland            | Deutschland    |
| 2004 | Deutschland    | Russland            | Norwegen       |
| 2005 | Norwegen       | Russland            | Finnland       |
| 2006 | Norwegen       | Deutschland         | Tschechien     |
| 2007 | Norwegen       | Deutschland         | Finnland       |
| 2008 | Deutschland    | Norwegen            | Frankreich     |
| 2009 | Norwegen       | Deutschland         | Russland       |
| 2010 | Norwegen       | Deutschland         | Russland       |
| 2011 | Norwegen       | Deutschland         | Russland       |
| 2012 | Russland       | Norwegen            | Slowenien      |
| 2013 | Nicht vergeben | Nicht vergeben      | Nicht vergeben |
| 2014 | Deutschland    | Norwegen            | Österreich     |
| 2015 | Norwegen       | Deutschland         | Österreich     |
| 2016 | Deutschland    | Österreich          | Norwegen       |
| 2017 | Deutschland    | Italien Norwegen    |                |
| 2018 | Norwegen       | Deutschland         | Frankreich     |
| 2019 | Norwegen       | Deutschland         | Russland       |
| 2020 | Norwegen       | Deutschland         | Österreich     |
| 2021 | Norwegen       | Russland            | Österreich     |
| 2022 | Deutschland    | Norwegen            | Österreich     |
| 2023 | Norwegen       | Deutschland         | Österreich     |
| 2024 | Deutschland    | Österreich Norwegen |                |
| 2025 | Norwegen       | Deutschland         | Österreich     |

### Snowboard
| Jahr | 1. Platz           | 2. Platz           | 3. Platz           |
| ---- | ------------------ | ------------------ | ------------------ |
| 2004 | Österreich         | Deutschland        | Finnland           |
| 2005 | Frankreich         | Schweiz            | Vereinigte Staaten |
| 2006 | Vereinigte Staaten | Schweiz            | Finnland           |
| 2007 | Österreich         | Norwegen           | Russland           |
| 2008 | Frankreich         | Vereinigte Staaten | Österreich         |
| 2009 | Österreich         | Vereinigte Staaten | Schweiz            |
| 2010 | Russland           | Vereinigte Staaten | Österreich         |
| 2011 | Schweiz            | Österreich         | Deutschland        |
| 2012 | Nicht vergeben     | Nicht vergeben     | Nicht vergeben     |
| 2013 | Nicht vergeben     | Nicht vergeben     | Nicht vergeben     |
| 2014 | Russland           | Schweiz            | Frankreich         |
| 2015 | Russland           | Südkorea           | Vereinigte Staaten |
| 2016 | Russland           | Kanada             | Frankreich         |
| 2017 | Russland           | Schweiz            | Vereinigte Staaten |
| 2018 | Russland           | Russland           | Japan              |
| 2019 | Japan              | Kanada             | Russland           |
| 2020 | Russland           | Kanada             | Japan              |
| 2021 | Russland           | Japan              | Schweiz            |
| 2022 | Japan              | Kanada             | Vereinigte Staaten |
| 2023 | Japan              | Italien            | Kanada             |
| 2024 | Japan              | Kanada             | Frankreich         |
| 2025 | Italien            | Japan              | Kanada             |

### Gesamt
| Platz | Land                | 1. Platz | 2. Platz | 3. Platz | Gesamt |
| ----- | ------------------- | -------- | -------- | -------- | ------ |
| 1     | Österreich          | 18       | 8        | 10       | 36     |
| 2     | Norwegen            | 14       | 10       | 5        | 29     |
| 3     | Vereinigte Staaten  | 13       | 6        | 8        | 27     |
| 4     | Russland            | 12       | 10       | 5        | 27     |
| 5     | Deutschland         | 7        | 12       | 6        | 25     |
| 6     | Schweiz             | 6        | 12       | 6        | 24     |
| 7     | Japan               | 4        | 3        | 2        | 9      |
| 8     | Finnland            | 3        | 1        | 4        | 8      |
| 9     | Frankreich          | 2        | 2        | 9        | 13     |
| 10    | Kanada              | 1        | 8        | 4        | 13     |
| 11    | Italien             | 1        | 7        | 3        | 11     |
| 12    | Schweden            | 0        | 1        | 8        | 9      |
| 13    | Slowenien           | 0        | 1        | 1        | 2      |
| 13    | Volksrepublik China | 0        | 1        | 1        | 2      |
| 15    | Südkorea            | 0        | 1        | 0        | 1      |
| 16    | Tschechien          | 0        | 0        | 1        | 1      |